# Yassine Benrahou
Yassine Benrahou, né le 24 janvier 1999 au Blanc-Mesnil en France, est un footballeur franco-algéro-marocain qui évolue au poste de milieu offensif au Hajduk Split.

## Biographie

### Jeunesse et formation
Né d'une mère algérienne et d'un père marocain, Benrahou fait ses premiers pas dans le football dans plusieurs clubs de la région parisienne, notamment à l'AS Bondy, où il côtoie Kylian Mbappé. En 2012, il intègre l'INF Clairefontaine, pour deux ans de préformation.

### En club
Passé par les équipes de jeunes bordelaises il fait ses débuts avec les Girondins le 26 avril 2019.
Le 3 janvier 2020 il est prêté au Nîmes Olympique pour la fin de saison, avec une option d'achat de 1,5 million d'euros.
Il impressionne dès ses débuts à Nîmes, marquant notamment le but du 2-0 lors de la victoire contre Reims sur coup franc et effectuant une performance décisive comme meneur de jeu.
Fin janvier 2025, il est prêté pour la fin de saison au Stade Malherbe Caen, sans parvenir à empêcher la relégation du club en National.

### En sélection
International avec les équipes de jeunes françaises dans un premier temps, il connaît en 2018 deux sélections avec l'équipe du Maroc des moins de 20 ans, déclarant néanmoins ne pas avoir fait de choix définitif pour ce qui est de sa nationalité sportive. Alors qu'il enchaine les performances à Nîmes ce sont la sélection du Maroc et de l'Algérie qui bataillent pour attirer le jeune joueur au père marocain et la mère algérienne.
Le 18 août 2019, il est présélectionné par Patrice Beaumelle avec le Maroc olympique pour une double confrontation contre l'équipe du Mali olympique comptant pour les qualifications à la Coupe d'Afrique des moins de 23 ans.
En mars 2020, il est présélectionné par Vahid Halilhodzic pour une double confrontation de l'équipe du Maroc contre la République centrafricaine.
Malgré tout, le joueur veut prendre le temps de choisir la meilleure option possible pour son avenir en sélection. Il déclare en août 2020 : « Je me concentre sur mon club. Ce qui est sûr, c'est que si je ne suis pas bon sur le terrain, personne ne me sélectionnera. J'ai 3 nationalités, française, algérienne et marocaine. Lorsqu’un sélectionneur décidera de m’appeler, on verra bien ».

## Statistiques
| Saison                | Club                   | Championnat           | Championnat | Championnat | Championnat | Coupe(s) nationale(s) | Coupe(s) nationale(s) | Coupe(s) nationale(s) | Supercoupe | Supercoupe | Supercoupe | Compétition(s) continentale(s) | Compétition(s) continentale(s) | Compétition(s) continentale(s) | Compétition(s) continentale(s) | Total | Total | Total |
| Saison                | Club                   | Division              | M.          | B.          | P.d.        | M.                    | B.                    | P.d.                  | M.         | B.         | P.d.       | Comp.                          | M.                             | B.                             | P.d.                           | M.    | B.    | P.d.  |
| 2018-2019             | Girondins de Bordeaux  | Ligue 1               | 4           | 0           | 0           | -                     | -                     | -                     | -          | -          | -          | -                              | -                              | -                              | -                              | 4     | 0     | 0     |
| 2019-2020             | Girondins de Bordeaux  | Ligue 1               | 6           | 0           | 2           | -                     | -                     | -                     | -          | -          | -          | -                              | -                              | -                              | -                              | 6     | 0     | 2     |
| Sous-total            | Sous-total             | Sous-total            | 10          | 0           | 2           | -                     | -                     | -                     | -          | -          | -          | -                              | -                              | -                              | -                              | 10    | 0     | 2     |
| 2019-2020             | Nîmes Olympique (prêt) | Ligue 1               | 9           | 2           | 3           | 1                     | 0                     | 0                     | -          | -          | -          | -                              | -                              | -                              | -                              | 10    | 2     | 3     |
| 2020-2021             | Nîmes Olympique        | Ligue 1               | 23          | 0           | 0           | -                     | -                     | -                     | -          | -          | -          | -                              | -                              | -                              | -                              | 23    | 0     | 0     |
| 2021-2022             | Nîmes Olympique        | Ligue 2               | 34          | 10          | 8           | 3                     | 2                     | 1                     | -          | -          | -          | -                              | -                              | -                              | -                              | 37    | 12    | 9     |
| 2022-2023             | Nîmes Olympique        | Ligue 2               | 9           | 0           | 1           | 1                     | 0                     | 0                     | -          | -          | -          | -                              | -                              | -                              | -                              | 10    | 0     | 1     |
| Sous-total            | Sous-total             | Sous-total            | 75          | 12          | 12          | 5                     | 2                     | 1                     | -          | -          | -          | -                              | -                              | -                              | -                              | 80    | 14    | 13    |
| 2022-2023             | Hajduk Split           | HNL                   | 17          | 4           | 5           | 2                     | 0                     | 0                     | -          | -          | -          | -                              | -                              | -                              | -                              | 19    | 4     | 5     |
| 2023-2024             | Hajduk Split           | HNL                   | 24          | 2           | 4           | 4                     | 2                     | 0                     | 1          | 0          | 0          | C4                             | 1                              | 0                              | 0                              | 30    | 4     | 4     |
| 2024-2025             | Hajduk Split           | HNL                   | 7           | 1           | 0           | 2                     | 2                     | 0                     | -          | -          | -          | -                              | -                              | -                              | -                              | 9     | 3     | 0     |
| Sous-total            | Sous-total             | Sous-total            | 48          | 7           | 9           | 8                     | 4                     | 0                     | 1          | 0          | 0          | -                              | 1                              | 0                              | 0                              | 58    | 11    | 9     |
| 2024-2025             | SM Caen (prêt)         | Ligue 2               | 7           | 0           | -           | -                     | -                     | -                     | -          | -          | -          | -                              | -                              | -                              | -                              | 7     | 0     | 0     |
| Total sur la carrière | Total sur la carrière  | Total sur la carrière | 140         | 19          | 21          | 13                    | 4                     | 1                     | 1          | 0          | 0          | -                              | 1                              | 0                              | 0                              | 155   | 23    | 22    |

## Palmarès
Hajduk Split
- Coupe de Croatie
  - Vainqueur en 2023